# Carl Prausnitz
Carl Prausnitz-Giles, Otto Carl Willy Prausnitz (ur. 11 października 1876 w Hamburgu  – zm. 21 kwietnia 1963), niemiecki lekarz, bakteriolog i immunolog.
Początkowo zajmował się higieną i zagadnieniami zdrowia publicznego, między innymi epidemiologią i zapobieganiem chorobom zakaźnym takim jak cholera. Opublikował kilka prac na temat toksyn i antytoksyn.
W 1921 roku wraz z Heinzem Küstnerem przeprowadzili doświadczenie w którym udowodnili, że reakcję uczuleniową typu natychmiastowego daje się wywołać przez przeniesienie z osoby uczulonej na nieuczuloną za pomocą surowicy, która zawiera uczulające substancje. Nazwali te reaginami, które potem zostały zidentyfikowane jako przeciwciała klasy IgE. Eksperyment ten nazwano reakcją Prausnitza-Küstnera.